# Ijar
Ijar (hebreiska: אִייָר eller אִיָּר) är den åttonde månaden i den judiska kalendern. Månaden motsvarar normalt en tid mellan april och maj i den gregorianska kalendern.